# Naissance en 1115
Naissance
- 1111
- 1112
- 1113
- 1114
- 1115
- 1116
- 1117
- 1118
- 1119

Cette page dresse une liste de personnalités nées au cours de l'année 1115 :
- Eustathe de Thessalonique, érudit et ecclésiastique byzantin.
- Magnus IV de Norvège, roi de Norvège.
- Raymond de Poitiers, prince d'Antioche.
- Gertrude de Saxe, duchesse de Saxe.
- Simon d'Oisy, seigneur d'Oisy et de Crèvecœur, châtelain de Cambrai, vicomte de Meaux.

## Date incertaine (vers 1115)
- Henri d'Écosse, dit Henri de Huntingdon ou Henri de Northumberland, comte de Northampton et de Huntingdon, puis comte de Northumberland.
- Euthymios Malakes (en), évêque byzantin et écrivain.
- Pedro Fernández de Castro «Potestad», grand maître de l'ordre de Santiago.
- Gilbert de Clare (en), 1er comte d'Hertford.
- Roger de Pont L'Évêque, ou Robert of Bishop's Bridge, archevêque d'York.
- Erling Skakke, Jarl, Norvégien.
- Ugo Etherianus, ou  Hugues Éthérien, cardinal et théologien italien.
- Wichmann de Seeburg, évêque de Naumbourg et archevêque de Magdebourg.

## Crédit d'auteurs
- Cet article est partiellement ou en totalité issu de l'article intitulé « 1115 » (voir la liste des auteurs).